# Hvannasunds kommun
Hvannasunds kommun (färöiska: Hvannasunds kommuna) är en kommun på Färöarna, som täcker delar av öarna Borðoy och Viðoy. Till kommunen hör förutom centralorten Hvannasund, även orterna Depil, Múli, Norðdepil och Norðtoftir. Kommunen hade år 2015 389 invånare.

## Befolkningsutveckling
| Befolkningsutvecklingen i Hvannasunds kommun 1985–2015 | Befolkningsutvecklingen i Hvannasunds kommun 1985–2015 | Befolkningsutvecklingen i Hvannasunds kommun 1985–2015 | Befolkningsutvecklingen i Hvannasunds kommun 1985–2015 | Befolkningsutvecklingen i Hvannasunds kommun 1985–2015 |
| ------------------------------------------------------ | ------------------------------------------------------ | ------------------------------------------------------ | ------------------------------------------------------ | ------------------------------------------------------ |
|                                                        |                                                        |                                                        |                                                        |                                                        |
| År                                                     |                                                        |                                                        | Folkmängd                                              |                                                        |
| 1985                                                   | 1985                                                   |                                                        | 442                                                    |                                                        |
| 1990                                                   | 1990                                                   |                                                        | 491                                                    |                                                        |
| 1995                                                   | 1995                                                   |                                                        | 443                                                    |                                                        |
| 2000                                                   | 2000                                                   |                                                        | 457                                                    |                                                        |
| 2005                                                   | 2005                                                   |                                                        | 442                                                    |                                                        |
| 2010                                                   | 2010                                                   |                                                        | 429                                                    |                                                        |
| 2015                                                   | 2015                                                   |                                                        | 389                                                    |                                                        |
|                                                        |                                                        |                                                        |                                                        |                                                        |